# 音楽産業

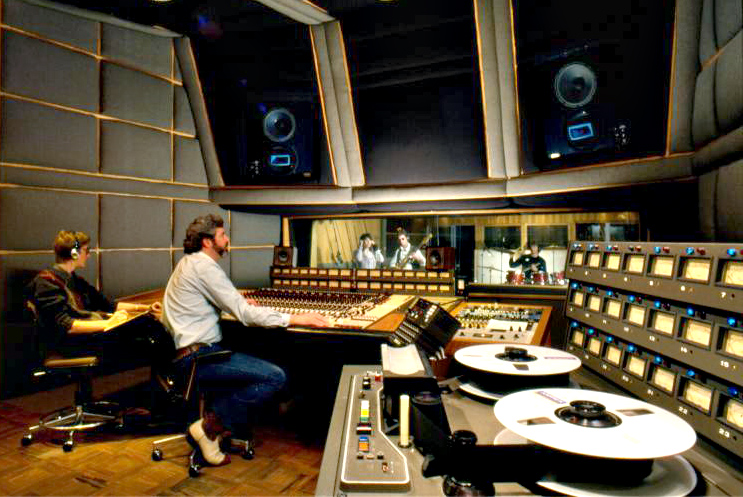
録音スタジオで作業中のミュージシャン

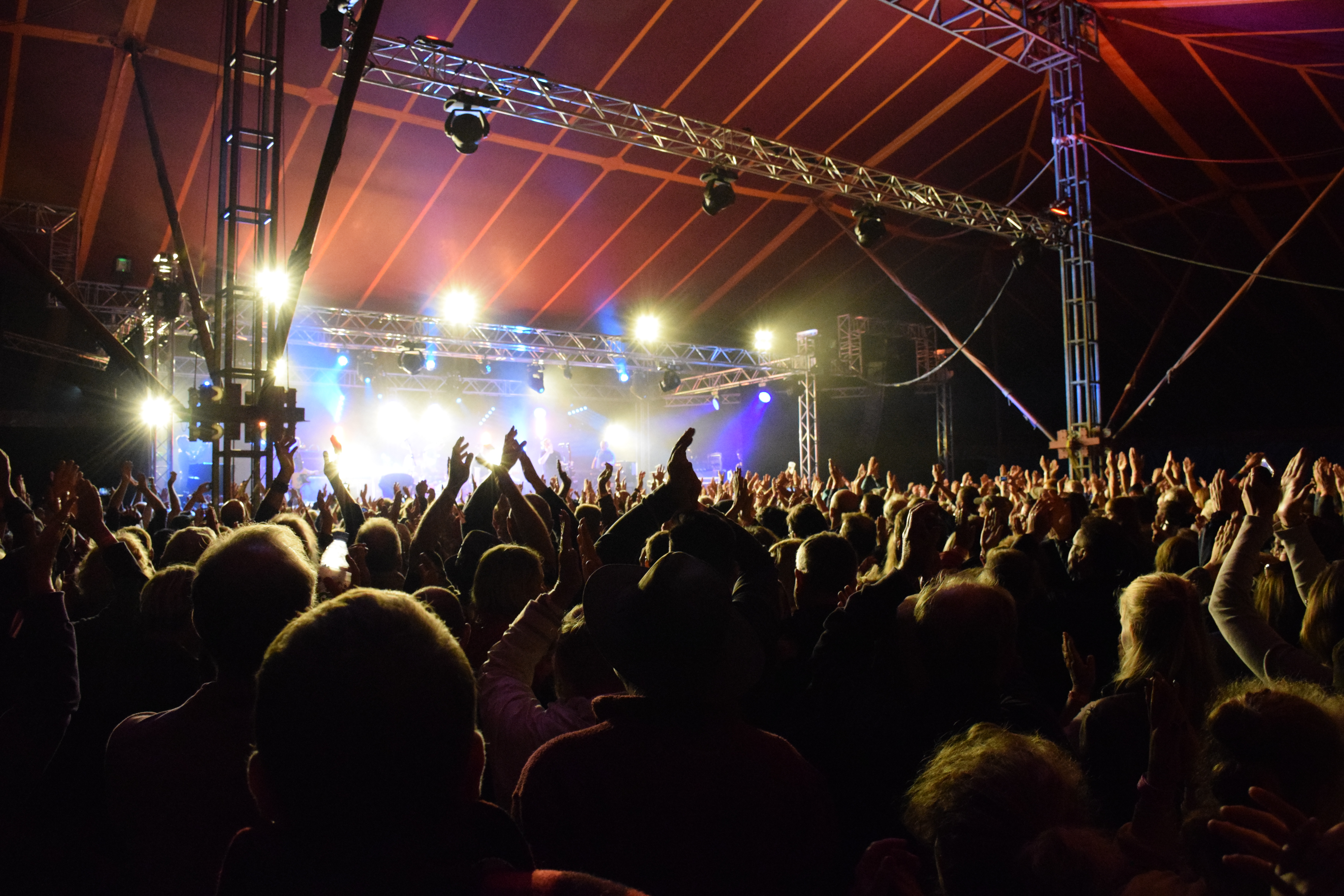
コンサートの観客。

音楽産業（おんがくさんぎょう、英語: Music industry）とは、楽曲を作詞作曲して発表したり、楽譜や録音媒体を販売したり、コンサートを開くなど、音楽に携わることでお金を稼ぐ個人および団体で構成されている産業。楽曲に付随する知的財産の管理団体や、音楽アーティストの支援組織、発掘育成組織、各種代理業なども含まれ、音楽業界と呼んだりもする。

## 概要
音楽産業で活動する職種は多彩で、作詞家、作曲家、編曲家、歌手やソングライター、ミュージシャン、指揮者、演奏家、レコード会社、音楽出版社、録音スタジオ、音楽プロデューサー、音響エンジニア、小売店や電子配信、演奏権管理団体、タレント・エージェント、プロモーター、音楽会場、ローディーなどがいる。
他にも歌手やミュージシャンの音楽経歴を支援する様々な専門家がおり、ここには芸能マネージャーやA&R業種や専属の弁護士などが含まれる。音響や動画音楽の放送業者（衛星放送局、インターネットラジオ局、ラジオ放送局、テレビ局）、音楽記者や音楽評論家、DJ、音楽教育者、楽器メーカー等もこの業界に含まれる。企業や個人のほか、音楽家の労働組合（例：日本音楽家ユニオン）や業界団体（例：日本音楽事業者協会、日本音楽制作者連盟）、他にも実演家著作隣接権センターなど、重要な役割を担う組織が存在する。
近代日本の音楽産業は、1907年に国産初となる円盤レコードと蓄音機の製造が開始され、レコードの著作権が1920年に確立されてから本格的に始まる。以後は録音媒体が楽譜に取って代わり、音楽ビジネスで最も重要な製品となった。昨今の世界的な音楽市場は（1990年代からの統合を経て）2011年以降、フランスのユニバーサルミュージックグループ、日本のソニー・ミュージックエンタテインメント、米国のワーナーミュージックグループ、という三大メジャー企業が市場シェアの大半を占めている。欧米では、これら三大メジャー以外のレコード会社がインディーズ・レーベルと呼ばれる。
2000年代初頭、音楽産業はインターネットを介した音楽の電子配信（違法なファイル共有と合法的なオンラインストアでの音楽購入の両方を含む）の出現により、劇的な変化を遂げた。その変化は音楽の総売上に顕著に表れ、2000年以降は録音媒体の売上が大幅に減少し、生演奏というライブ音楽の重要性が高まった。2011年、Appleの運営するオンライン上のiTunes Storeが世界最大の録音楽曲小売業者になった。2000年代から一貫して下落傾向を続けていた世界の音楽産業も、2015年からは持ち直して成長を遂げ、2021年には概ね過去の下落分を取り戻すまでになった。その内訳をみると、ストリーミング配信が物理媒体やダウンロード販売よりも年間収益を上げている。Spotify、Apple Music、Amazon Musicが加入者数で最大規模のストリーミングサービスである。

## 事業構造
音楽産業の主幹は、録音（レコーディング）、生演奏（ライブ）、その他ミュージシャンと関わる全ての企業である。
レコーディング産業は、楽曲制作（メロディと歌詞）、収録（音声と動画）、媒体（CDやMP3やDVDなど）という3種の商品を生産する。これらは付随する権利にそれぞれ違いがある。一般に、楽曲制作では作曲家と作詞家に著作権があり、収録ではレコード会社が原盤権を有し、媒体は購入した消費者に所有権がある。人気の高い楽曲については、原盤が多数存在する場合がある。例えば楽曲「マイ・ウェイ」の著作権は作詞ポール・アンカと作曲クロード・フランソワにあるが、フランク・シナトラ盤の原盤はキャピトル・レコードが有し、いわゆる楽曲カバーを行なったシド・ヴィシャス盤の原盤はヴァージン・レコードが有する。他にも様々な歌手によるカバー盤が存在し、累計数百万枚に及ぶCD等の媒体を消費者達が購入・所有している。 

### 楽曲制作
歌曲や器楽曲ほかの楽曲は、作曲家ないしソングライターによって作曲される。本来その著作権は作曲者のものだが、権利が売却または譲渡される場合もある。例えば職務著作の場合、制作した楽曲は直ちに別の当事者によって所有される。伝統的に、著作権者は出版契約によって自身の権利の一部を版権会社にライセンス供与または「譲渡」する。版権会社ないし多くの著作権者を代表して活動する著作権管理団体は、その楽曲が使われる際の権利料（ロイヤルティー）を徴収する。ロイヤルティの一部は契約条件に応じて版権会社から著作権者に支払われる。楽譜が、作曲家とその版権会社にのみ支払われる収入源となる。典型的に、版権会社は出版契約を結んだ時に将来の収益に対する前払金を著作権者に渡す。また版権会社は、テレビや映画で曲の流れる「場面」を獲得する等によってその楽曲を宣伝する。

### 収録

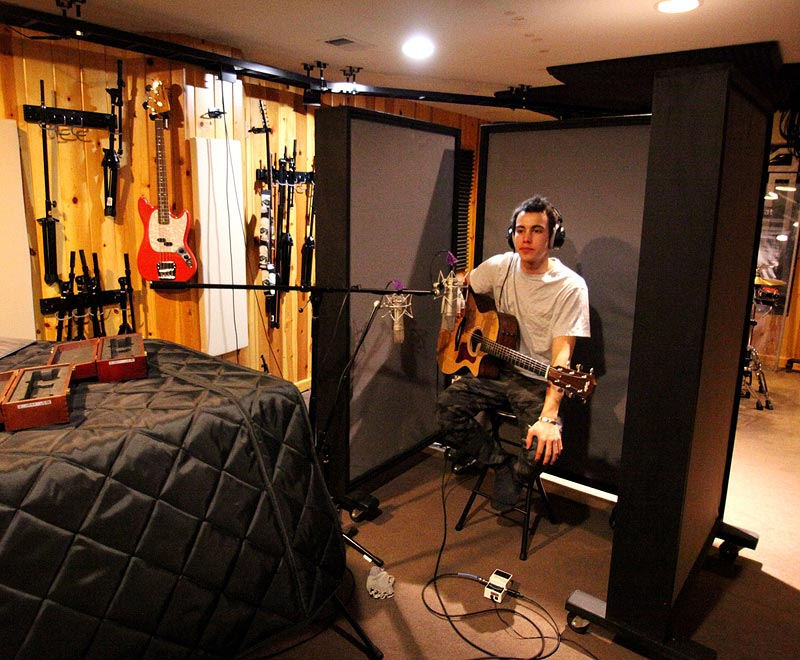
録音スタジオにいるミュージシャン

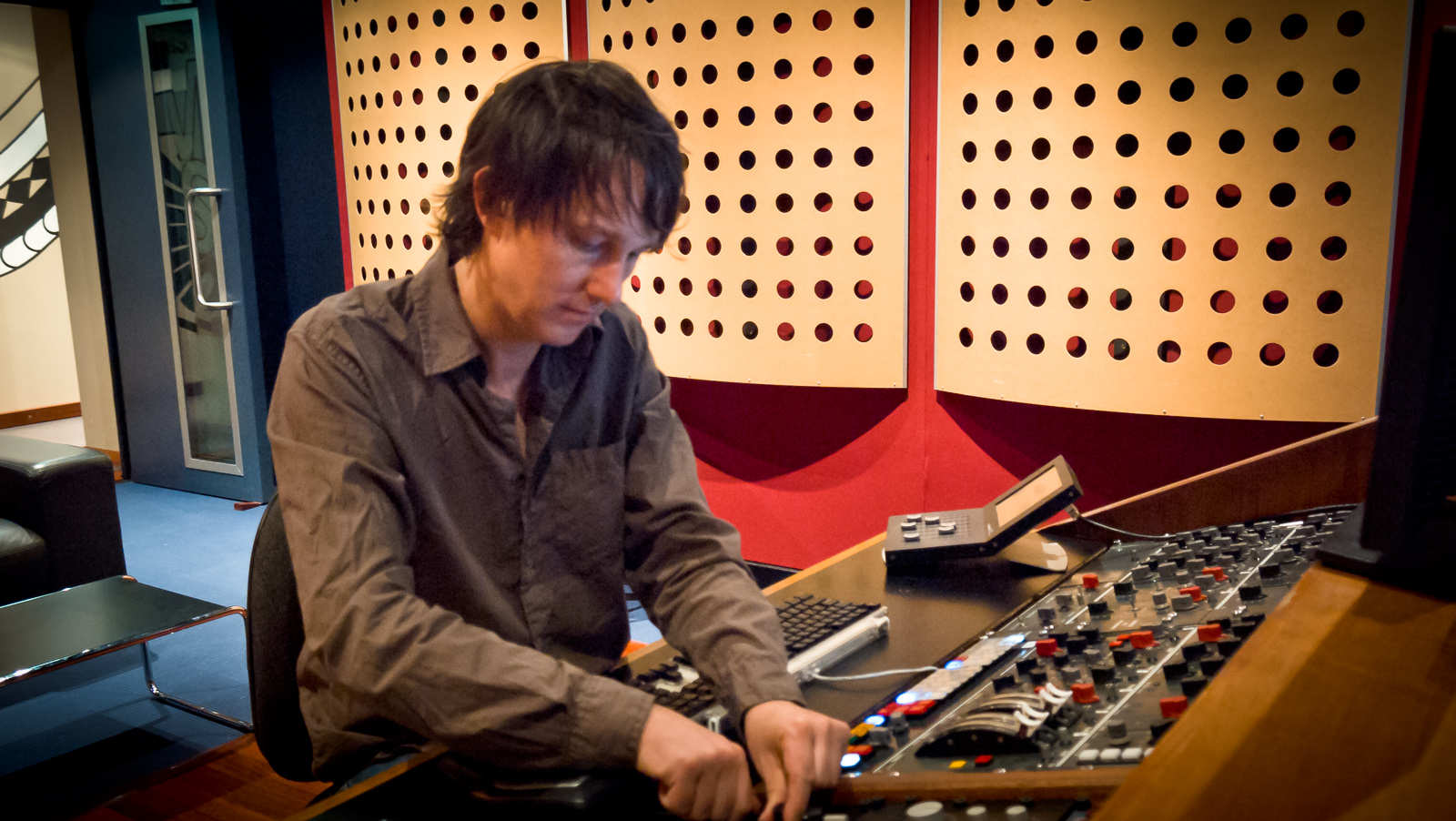
録音スタジオで音楽ミキサーを使って作業するスタジオ技師

収録は、歌手やミュージシャン等のアーティストと演奏楽団（バックバンドやオーケストラ等）によって、通常は音楽プロデューサーや音響エンジニアによる支援や助言を受けて制作される。これは伝統的に録音スタジオで行われる録音専用の演奏にて制作される。21世紀に入ると、デジタル録音技術の進歩によって多くのプロデューサーやアーティスト達が、（伝統的な商業録音スタジオに出向かずとも）最新コンピュータやPro Toolsなどのデジタル録音プログラムを使うことで「自家録音」できるようになった。
音楽プロデューサーは録音のあらゆる側面を監督し、アーティストと協力して物流、財務、芸術的な決断の多くを行う。このほか、素材の選択や作曲家との協働、録音用ミュージシャン達の雇用、編曲の手伝い、演奏パフォーマンスの監督、録音やミキシングにおける音響エンジニアの指揮など、音楽プロデューサーは最高のサウンドを得るための様々な責務を負う。音響エンジニア（レコーディング・エンジニア、ミキシング・エンジニア、マスタリング・エンジニアなど）は、録音中に良好な音響品質を確保する責任がある。マイクを選んで設定し、エフェクターと音楽ミキサーを使ってその音楽の音響等を調整する。録音用の演奏では、編曲家、パート譜作成者、録音に協力する各種ミュージシャン、ボイストレーナー、作詞作曲を手伝うために雇われたゴーストライター等の支援も必要になる場合がある。
収録した原盤は、一般的に制作費用を出したレコード会社が所有する。自分のレコード会社を所有するアーティストもいる（例えばビートルズが設立したアップル・レコードなど）。レコーディング契約は、収録を行うアーティストとレコード会社間のビジネス関係を規定する。伝統的な契約だと、会社が原盤所有する条件での収録を行うことに同意したアーティストには、その会社から前払金が渡される。レコード会社のA&R部門には、新たな才能を発掘して収録作業を監督する責任がある。収録費用および宣伝費用やマーケティング費用は会社が負担する。物理メディア（CDやDVD等）に関しても、レコード会社が収録物を製造・頒布する際の費用を負担する。インディーズ系の小規模なレコード会社は、これら業務の多くを処理するために他社と取引関係を結ぶ。レコード会社は収録物による販売収入の一部を収録アーティストに支払い、これは「アーティスト印税」とも呼ばれる。この部分は歩合制に似ているが、レコーディング契約で指定される様々な評価要因  によって増減する場合がある。収録演奏に協力するミュージシャンやオーケストラの団員 は、職務著作を行う契約を結んでいる。一般的に彼らに対しては継続的なアーティスト印税ではなく、収録作業に対する1回払いの報酬または通常の賃金だけが支払われる。

### 媒体
物理媒体（CDやレコード盤など）は、小売店によって販売され、消費者が購入後に所有する。購入者は通常、デジタルコピーをその媒体から作成する権利がなく、媒体をレンタル・リースする権利も持たない。他の産業と同様、音楽業界にもレコード会社と小売店の間には卸問屋がいて、金品流通の橋渡しをしている。小売店から卸問屋を経てレコード会社に媒体の売上げが入ってくると、レコード会社は著作権管理団体を通じて出版社と作曲家に著作権使用料を支払う。続いてレコード会社は、契約上の義務がある場合（売上額に応じた）アーティスト印税を収録したアーティスト達に支払う。
音楽が電子的にダウンロードないしストリーミングされる際、消費者のスマートフォンやパソコン等には備え付けのコンピュータメモリ以外に物理媒体が存在しない。このため、印税を払わずにソーシャルメディアが音楽のストリーミングサービスを実施することにテイラー・スウィフトが抗議したほか、ポール・マッカートニーなど150以上のアーティスト達が利益分配に関する法律改正を要求している。2000年代のデジタル・オンライン音楽市場では、卸問屋を要さないこともあり、大規模なオンラインショップはレコード会社と直接取引する場合がある。
音楽をダウンロード購入したり音楽ストリーミングを聴く場合、消費者は著作権に固有の権利を超えたレコード会社や販売業者のライセンス条項に同意する必要がある。オンライン上のデータ配信を行う業者は、例えばDRM技術を使うことで、利用者がその音楽を端末に保存しても容易に再生や複製ができないよう制限している場合がある。

### 放送、サウンドトラック、ストリーミング
収録楽曲がラジオ・TV上なり公衆BGMで放送されると、著作権管理団体（日本だとJASRAC、米国だとASCAPなど）は、著作者をはじめ権利関係各者に分配されることになる放送等使用料と通称される使用料を放送局などから徴収する。この使用料は一般的に出版等の著作権料よりもだいぶ小さい。過去10年で、ストリーミングサービス上にある楽曲の15-30%超は固有アーティストが識別されていない。ジェフ・プライスは「オンライン音楽ストリーミングサービスのAudiam社は、ストリーミングからの使用料を徴収することで過去1年間に数十万ドル以上を稼いでいる」と述べている。ケン・レヴィタンは、YouTubeとオフラインストリーミングの過剰使用によってアルバムの売上が過去数年間で60%減少したと指摘している。収録楽曲がテレビや映画で使われる場合、作曲家とその出版社にはシンクロ権使用料を介して支払われるのが一般的である。2000年代には、オンライン定額サービス（Napsterなど）も直接レコード会社にストリーミング収入を渡すようになり、同レコード会社を介したアーティストとの契約が認可されている。

### ライブ音楽

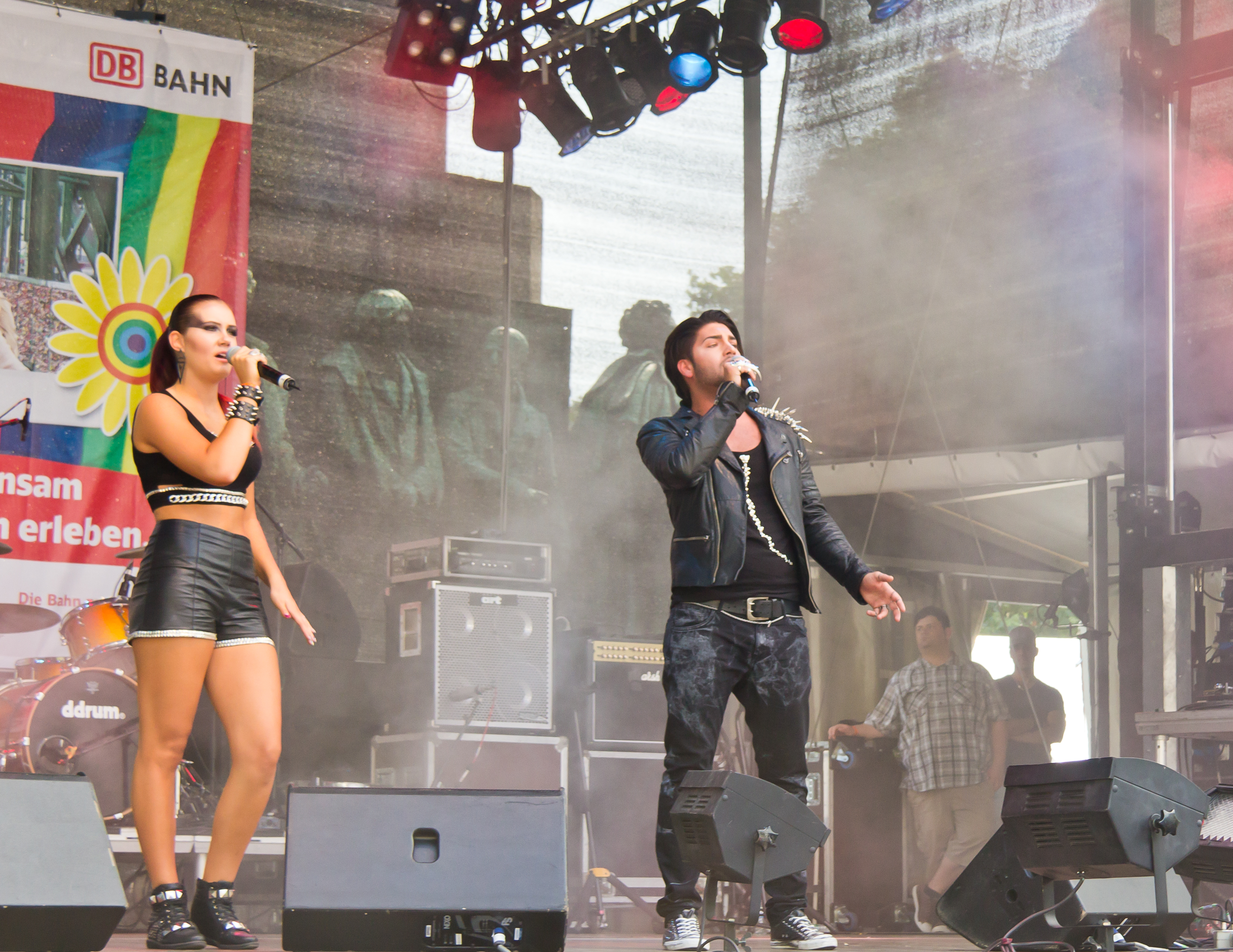
Pro2Typeのライブ音楽ステージ（2013年）

ライブ音楽とは、楽団やアーティストが聴衆に向けて楽曲を演奏披露するコンサートやツアー公演などを指す。一般に興行主催者（プロモーター）が、ライブ演奏会の出演アーティストや会場を手配する。タレント・エージェントはアーティストを代理してプロモーターと交渉し、その出演予約を取りつける。消費者は通常、会場またはチケットぴあなどのプレイガイドからチケットを購入する。いつどこで公演するかという選択はアーティスト（と担当マネージャー）によって決定され、時にはレコード会社と協議することもある。ライブ演奏が収録商品の販売促進につながることを期待して、レコード会社がその公演に資金提供する場合もある。しかし21世紀に入ると、収録商品の売り上げを促進するためのツアー公演よりも、音楽ライブショーのチケット販売を促進するために録音商品を発表することが一般的になりつつある。実際、2007年からの10年間で音楽ソフトの売り上げが半分近くに減る一方、コンサートの市場規模は2倍に成長している。
成功したメジャー契約のアーティストは通常、一連のコンサート期間に自分達と最後まで帯同するロードクルーを雇う。ステージ照明やライブ音響の調整、楽器のメンテナンスや搬送作業などを、彼らが担当する。大規模なツアー公演では、他にも会計士、舞台マネージャー、ボディーガード、美容師、衣装担当やメイクアップ担当者、ケータリング要員が加わる場合もある。現地要員は通常、ステージ内外で機材運搬を補助するために雇われる。財政支援の乏しい小規模ツアーでは、これらの全ての仕事を僅か数人のロードクルーやアーティスト自身でこなす場合もある。小規模なインディーズ・レーベルと契約していたり、ニッチな音楽ジャンルで活動するミュージシャンは、ロードクルー不在だったり最小限の支援でライブ公演をする可能性が大きい。

### マネジメント等
歌手やミュージシャンなどのアーティスト達は、自分の経歴を支援してくれる他分野の人物を雇う場合がある。芸能マネージャーは、アーティストによる収入の一部と引き換えに彼らの経歴のあらゆる側面を監督する。弁護士はレコード会社との契約内容ほか取引の詳細について彼らを支援する。経営マネージャーは、金融取引や税金や簿記を処理する。成功したアーティストは市場でブランドの役割を果たすため、関連グッズ、個人的な推薦、イベントやネット関連サービスへの（演奏なしでの）出演など、音楽以外のさまざまな副収入を得られたりもする。これらは芸能マネージャーによって監督されるのが一般的で、アーティストとこれらグッズを専門で手掛ける企業とのコラボレーションという形をとる。このほか彼らは、ボーカルやダンスのインストラクター、演技指導者、身体管理のパーソナルトレーナー、人生設計のライフコーチなどを雇う場合もある。

### 新たなビジネスモデル
2000年代に入って、歌手、楽器奏者、出版社、レコード会社、流通卸業者、小売店、消費者を従来区分していた伝統的な線引きが曖昧になったり消えつつある。アーティストは、最新機器とPro Toolsなどの電子録音プログラムを使って自室のスタジオで録音したり、レコード会社を介さずにクラウドファンディングを活用して高価なスタジオ収録の演奏資金を調達する場合もある。アーティストは、従来のレコード会社によるプロモーションやマーケティングに頼ることなく、YouTubeなどの無料オンライン動画共有サービスやソーシャルメディアWebサイトを活用して、自身を独占的に売り込む選択もできる。2000年代には、AppleなどのIT関連企業が電子音楽の小売業者になった。新しい電子音楽配信技術が、政府と音楽産業に知的財産の定義（および関連当事者の権利）の再検討を余儀なくさせており、日本でもデジタル時代のコンテンツ戦略と著作権制度・関連政策の改革が「知的財産推進計画2021」の重点施策として挙げられている。なお、国や地域によって「著作権」や「権利使用料」の定義が異なるため、諸外国と取引する際にはこれらビジネス関係の条件が若干変わることも、この問題解決を困難にしている。
インターネットの経済活動を15年ほど経て、iTunes、Spotify、Google Playといった電子音楽業界のプラットフォームは、初期の違法ファイル共有時代に比べて大幅に改善されている。しかし、多岐にわたるサービス提供と収益モデルが、それぞれの本当の価値および何をミュージシャンや音楽会社に提供できるかを理解しづらくさせている。同様に、時代遅れの技術が原因となる透明性という大きな問題が音楽業界全体にある。ストリーミングやオンライン音楽サービスなどの新たなビジネスモデルの出現に伴い、大量のデータが処理されており、ビッグデータの活用が業界の透明性を高めるかもしれない。

## 音楽の出版と録音の歴史

### 初期:西洋の音楽出版

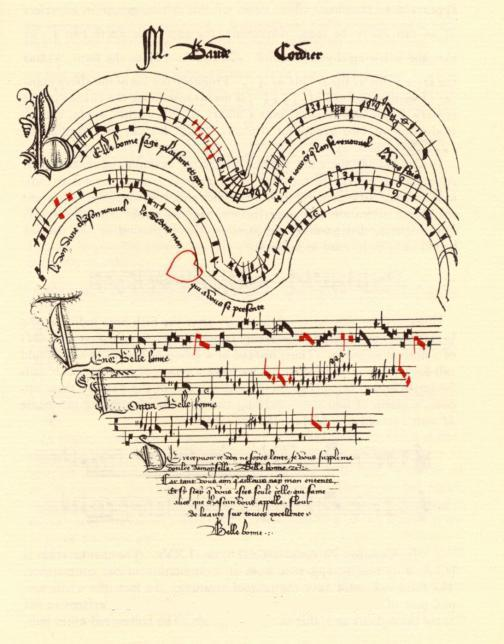
フランスで1300年代後半に作られた「Belle, bonne, sage」というシャンソンの手書き譜面。ハート型に書かれ、赤い音符がリズム変化を示す珍しい記譜法である。

機械印刷された楽譜を使った音楽出版は、15世紀後半のルネサンス期に発展した。最初に通常の書籍向け印刷機が生み出され、続いて楽譜を印刷するための機械的技術が開発された。この時代以前は、楽譜を手作業で書き写さねばならず、非常に手間がかかって高価なものだった。そのため通常は、教会のために神聖な音楽を保存しようとする修道士や司祭によってのみ楽譜の書き写しが行われていた。現存する世俗的な（非宗教的な）音楽の楽譜集は非常に少なく、裕福な貴族からの委託を受けて制作され、貴族が所有していた。イタリアのスクアルチャルーピ写本やフランスのシャンティー写本などがその例である。
印刷 を使うことで、楽譜を手作業で複写するよりもはるかに迅速かつ低コストで楽譜を複製できるようになった。これは音楽様式を他の都市や国に急速に普及するのに便利で、より遠くの地域に音楽を広めることも可能になった。高名な作曲家による作品の楽譜が印刷されて広範な地域に頒布されていくにつれ、作曲家や聴衆は新たな様式の音楽を演奏して聞けるようになった。これが、様々な国や地域の音楽様式の混合をもたらした。
近代楽譜印刷の先駆者がオッタヴィアーノ・ペトルッチ（1466-1539）である。彼はヴェネツィアで楽譜印刷を20年間独占した印刷出版業者であり、16世紀当時のヴェネツィアは音楽の中心地の1つだった。1501年に彼が出版した歌集『オデカトンA（Hermonice Musices Odhecaton A）』が最古の印刷譜と言われている。ペトルッチの後世作品は、彼の定量記譜法の複雑さとフォントの小ささが並外れていた。彼は活版を使って最初のポリフォニー（複数の旋律線がある音楽）の本を印刷した。また彼は、ジョスカン・デ・プレやアントワーヌ・ブリュメルなど、ルネッサンスで高く評価されている作曲家の作品を多数出版した。彼の印刷所では、1枚の紙を3回印刷する手法を使っていた。最初に五線を、次に歌詞を、三番目に音符を印刷した。この方法は時間がかかって高価になるが、非常に綺麗で読みやすいものを製造した。
18世紀まで、正式な作曲と音楽の印刷工程は、大部分が貴族や教会からの後援を受けて実施されていた。18世紀半ば以降になると、モーツァルトなどの作曲家兼演奏家が、自分達の音楽や演奏を一般大衆に販売するために多くの商業的機会を模索し始めた。モーツァルトの死後、妻コンスタンツェは、前例のない一連の追悼コンサート、彼の原稿の販売、そしてモーツァルトの伝記を手掛ける二番目の夫ゲオルク・ニッセンとの共作を通じて、音楽商業化プロセスを継続した。

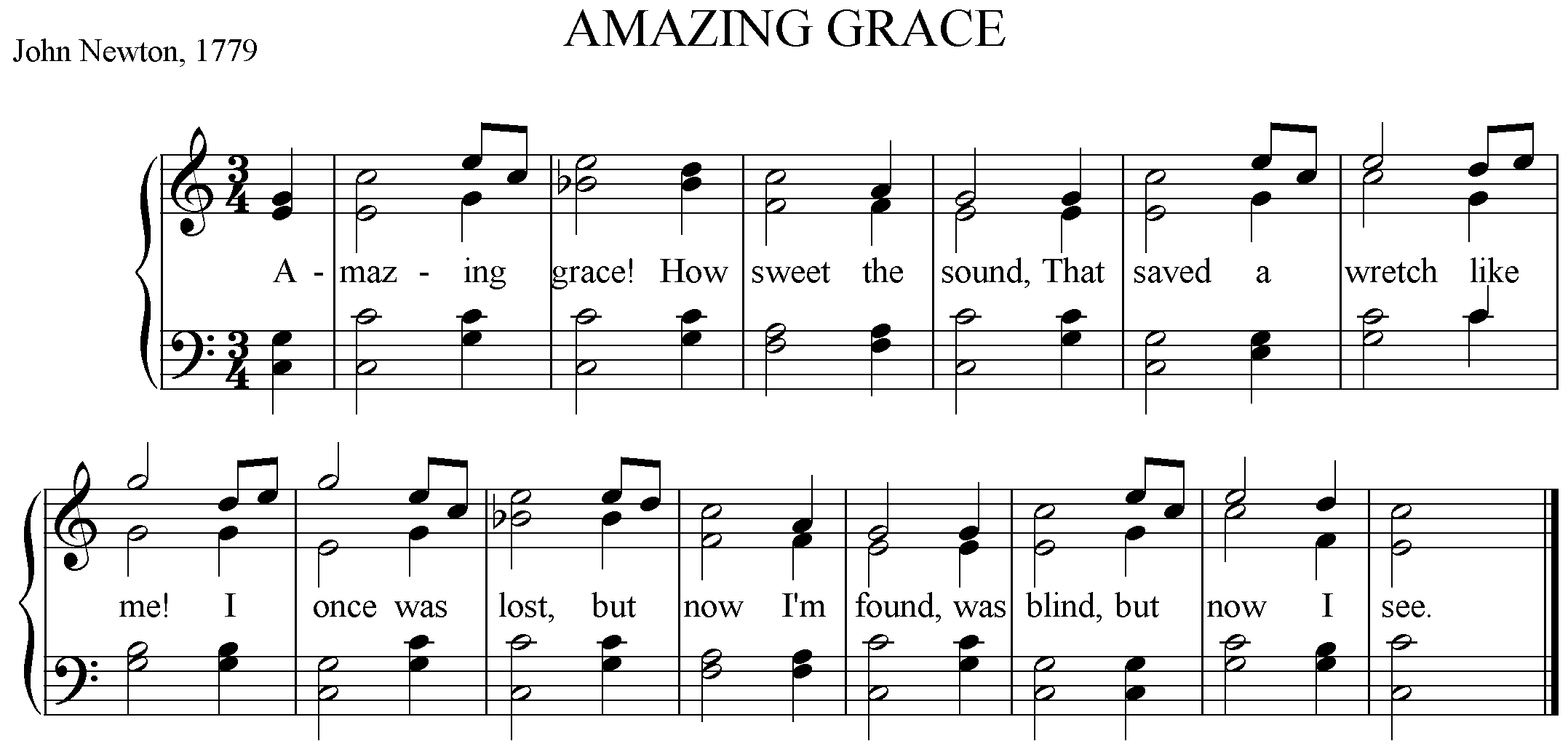
機械印刷された楽譜の例

19世紀には、楽譜出版社が音楽産業を支配していた。録音技術が発明される前、音楽愛好家が新しい交響曲やオペラを聴くための主な方法は、楽譜（しばしばピアノや小さな室内楽団向けに編曲されたもの）を購入し、アマチュアの音楽家や歌手の友人を使って音楽演奏することだった。
日本における楽譜は、琴歌譜が作られた平安時代初期に遡ることができる。981年の写本では、歌唱法と和琴の奏法が漢文で記されているほか、和琴の弦名や拍子と思しき指示が朱書きされている。ただし、江戸時代まで邦楽曲の習得は口伝が主流であり、 楽譜は手控え程度の位置づけだったとされている。文明開化によって日本に西洋音楽が導入された明治時代に入ると、楽譜を共有する意義も認知されるようになり、1900年代から邦楽譜の洋楽譜化が進む。ただし同時期に蓄音機が登場したことで、音楽産業は次の段階へと進展していく。

### 音楽収録とラジオ放送の出現

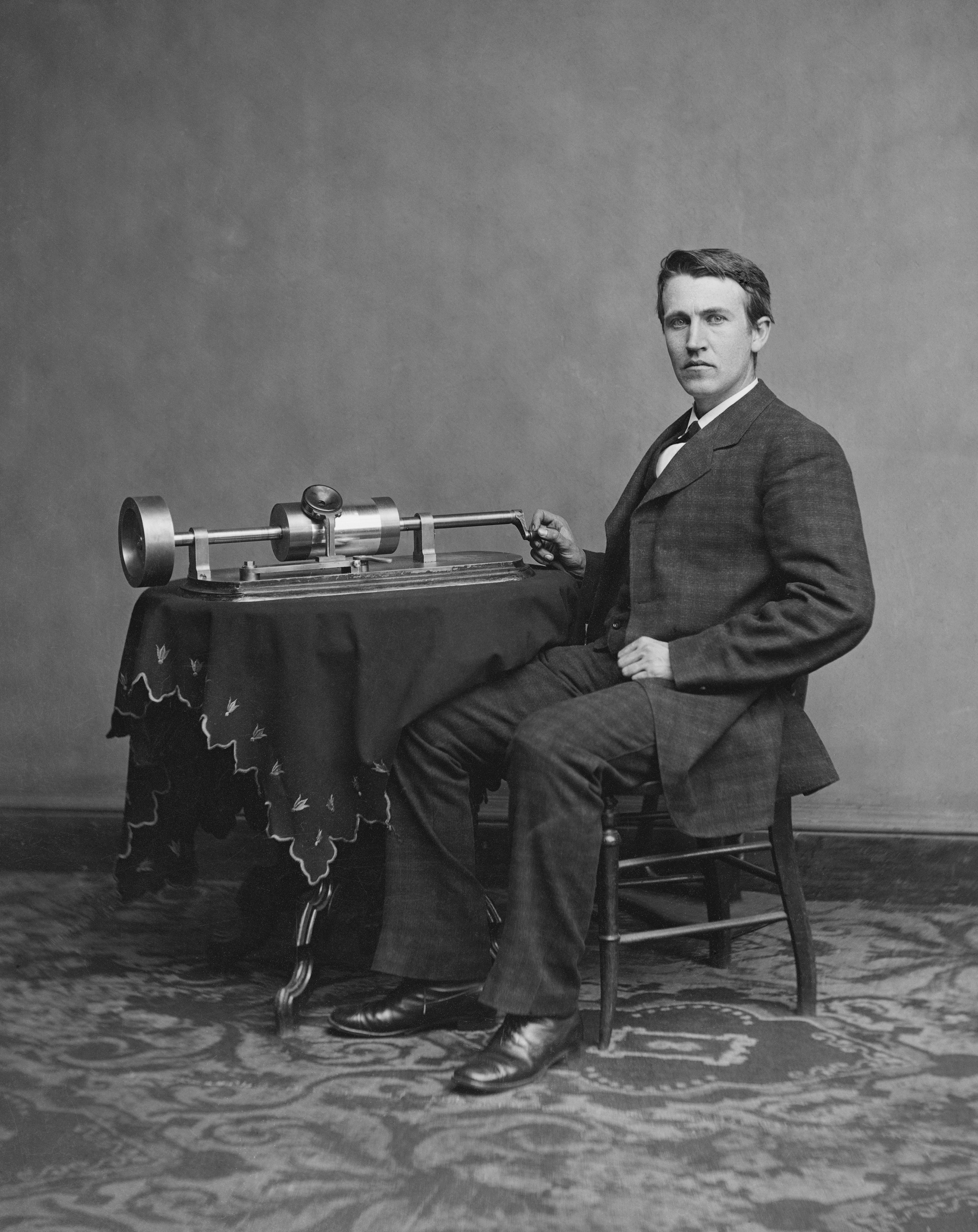
トーマス・エジソンと蓄音機

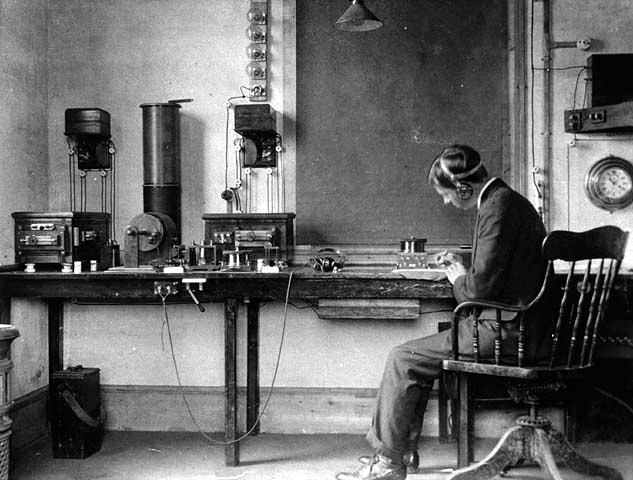
1906年当時のラジオ放送システム

トーマス・エジソンが1877年にフォノグラフを使って「メリーさんのひつじ（Mary Had a Little Lamb）」の録音と再生に成功したことが、音楽産業の大きな転換点となる。その蓄音機があれば、普通の人は音楽を聴くのに楽譜と楽器が必要不可欠ではなくなり、楽譜出版社の商業利益を破壊する技術となった。蓄音機は1880年代後半から市販されて入手可能になり、その後1920年代から広範なラジオ放送が開始され、音楽の聴き方を恒久的に変えてしまった。音楽家は楽曲制作を継続しており、オペラハウスやコンサートホールでは生演奏が行われていたが、ラジオの力によって従来1地域だけで演奏していたアーティストが全国的に（時には世界規模で）人気を博すことが可能になった。しかも、ラジオ放送以前の世界では最上級の交響曲やオペラコンサートへ足を運ぶのは富裕層に限られていたが、ラジオ放送によって低所得者や中所得者を含むはるかに広範な人達が最高のオーケストラや人気歌手のショーを聴くことができるようになった。
ついには「レコード業界」が楽譜出版社に取って代わり、音楽産業の最大勢力となった。以後、数多のレコード会社が生まれては消えていくことになる。初期の数十年の特筆すべきレーベルには、コロムビア・レコード、デッカ・レコード、エジソン・ベル等がある。業界の淘汰により、1980年代末までにEMI、CBS、BMG、ポリグラム、WEA、MCAの六大メジャーがこの業界を支配した。その後も合併吸収が続き、2011年以降はフランスのユニバーサルミュージック、日本のソニー・ミュージックエンタテインメント、米国のワーナーミュージック、という三大メジャーが業界シェアの大半を占めている（後述の統合節も参照）。
インディーズのレコード会社ではメジャーレーベルと同等の財政的支援を提供できないが、特に反体制的で過激な音楽ジャンル（例えばハードコアパンクやエクストリームメタルなど）で活動する新進気鋭のミュージシャン達には人気のある選択肢である。これは通常、インディーズのほうがアーティストに芸術活動の自由がある（反体制の音楽を志向するのでメジャーの体制にも囚われたくない）ためだとされている。

### オンライン配信の台頭

Appleの運営するiTunes Storeでは、テレビ番組や映画といった幅広いデジタルコンテンツとともに、歌や楽曲のデジタルファイルを販売している。

2000年代に入ってから、音楽の電子ダウンロード販売やストリーミングが台頭するようになった。これが消費者達に、複数デバイス間で従来よりも多彩な音楽にほぼ「フリクションレス」な接触を与えた。同時に、消費者は1990年代よりも収録楽曲（物理媒体と電子配信の双方）にお金を使わなくなり、フォレスター・リサーチによると米国の「音楽ビジネス」総収益は1999年の146億ドルから2009年には63億ドルへと半減した。IFPIによると、CD、レコード、カセットテープ、電子ダウンロードの世界的な収益は2000年の369億ドルから2010年には159億ドルに減少し、『エコノミスト』誌と『ニューヨーク・タイムズ』紙はこの減少傾向が当面続くと報じた。この劇的な収入減少は業界内に大規模なレイオフを引き起こし、タワーレコードなどの老舗小売業者を廃業に追い込むなど、業界関係者に新たなビジネスモデルを模索させることになった。
オンラインでの音楽を含む広範な違法ファイル共有の台頭に対応して、レコード業界は積極的な法的措置を取った。2001年には、ファイル共有サービスをしていたNapsterの閉鎖に成功し、楽曲のファイル共有に参加した何千人もの個人に対して法的措置を取ると脅した。ただし、これが収録音楽収入の減少を遅らせることには繋がらず、音楽業界にとって広報活動の惨事となった。ダウンロードが収録音楽の売上減少を引き起こさなかったことを示唆する学術研究も幾つかある。2008年の英国音楽権利団体による調査では、イギリス市民の80%が合法的なP2Pファイル共有サービスを望みながらも、音楽創作者に報酬を支払うべきだと考えていたのが回答者の半数に過ぎなかったことが示され、この調査結果は米国で実施された以前の研究結果と一致していた。
合法的な電子ダウンロードは、2003年にアップル社のiTunes Storeが登場したことで広く利用可能になった。インターネット上での音楽配信人気が高まり、米国では2011年までにデジタル音楽の売上が物理媒体での音楽売上を超えた。しかし、エコノミスト誌が報じたように「ダウンロード販売は急増したものの、CDからの収入損失を補うまでには至らない」門出となった。
2010年以降、SpotifyやiTunes Radioなどネット基盤のサービスが、インターネット経由で定額制を基本とする「有料ストリーミング」サービスを提供するようになった。同サービスでは、利用者がライブラリから楽曲等を視聴する権利のため企業に定額料金（サブスクリプション）を支払う。合法的なダウンロード販売では購入者が曲の電子コピーを所有している（自分の端末に保存可能）が、ストリーミングサービスだと利用者が楽曲ファイルをダウンロードしたり所有することはない。後者は、料金を払い続けている期間のみ楽曲等の視聴が可能であり、料金支払いを停止すると利用者はその会社から音楽を視聴できなくなる。ストリーミングサービスは、2014年に深刻な影響を音楽業界に与え始めた。
ダウンロード音楽の売上が減少してストリーミングの売上が増加するにつれ、Spotifyほかストリーミング業界全般が、アーティストからの自分の仕事に対する公平な補償がないという批判に直面している。楽曲やアルバムごとに固定額を支払う物理媒体の販売やダウンロード販売とは異なり、Spotifyはアーティストの「市場シェア（自社サービスでストリーミングされた全曲に対する楽曲ストリーム数の割合)」に基づいてアーティストに支払いを行う。同社は約70%を権利保有者に配布し、彼らが契約に基づいてアーティストに支払いをしている。この補償の可変的かつ（一部の人が言うには）不十分な性質 が批判をもたらしている。Spotifyは1ストリームあたり平均0.006-0.008米ドルを払っていると公表している。批判に対してSpotifyは、ユーザーに有料サービスの使用を促すことで「彼等を海賊版や収益化されていないプラットフォームから遠ざけ、以前より遥かに大きな権利使用料を生み出す」ことにより、音楽ビジネスに利益をもたらしていると主張している。
アメリカレコード協会（RIAA）は、2015年の収益報告書でストリーミングサービスが米国レコード音楽業界の年間収益の34.3%を占め、前年比+29%の成長で約24億ドルを牽引し最大の収入源になったことを明らかにした。2016年上半期に米国のストリーミング収益は+57%増の16億ドルとなり、業界売上のほぼ半分を占めた。これは1999年にCD販売から米国の音楽業界が受け取った146億ドルの収益とは対照的である。
2000年代におけるレコード音楽業界の混乱は、アーティスト、レコード会社、プロモーター、小売音楽店、消費者間における20世紀のバランスを変えた。2010年時点で、米国ではウォルマート等の大規模小売店が音楽のみを扱うCDショップよりも多くの収録物を販売している。音楽演奏を行うアーティストは収入の大部分をライブ演奏とグッズ販売に依存しているため、20世紀以前のミュージシャンのように Live Nationなどの音楽プロモーターによる後ろ盾を頼りにしている。アーティストのあらゆる収入源から利益を得るため、レコード会社は彼らとの新たなビジネス関係「全方位取引」にますます依存している。これと真逆に、レコード会社は単純な製造・流通契約を結ぶことも可能で、これはアーティストに高い歩合を与えるがマーケティングやプロモーションの費用は一切負担しない。
Kickstarterのような企業は、応援したいアーティストにファン達が資金提供することで、インディーズ系ミュージシャンの音楽活動を支援している。昨今のアーティストは、必ずしもレコーディング契約を自分達の事業計画にとって不可欠なものとは見ていない。高価とは言えない録音ハードウェアとソフトウェアでも、自室のパソコンで合理的な品質の音楽を収録し、インターネットを通して世界中の聴衆に配布できる。これは録音スタジオ、音楽プロデューサー、音響エンジニアにとって問題となっており、『ロサンゼルス・タイムズ』紙は、同市にある録音施設の約半分が機能不全だと報じている。音楽産業の変化が、消費者にかつてないほど多様な音楽への接触をもたらし、その価格は徐々にゼロに近づいている。ただし、音楽関連のソフトウェアやハードウェアへの消費者支出は過去10年間で劇増しており、AppleやPandora RadioなどのIT企業に貴重な新しい収益の流れを提供している。

## 販売統計

### 統合
IFPIによる、世界音楽市場の販売シェア(2005年)
1998年12月以前、世界の音楽業界はメジャー6社に支配されており、ソニーミュージックとBMGはまだ合併しておらず、ポリグラムはまだユニバーサルミュージックグループに吸収されていなかった。MEI World Report 2000によると、ポリグラムとユニバーサルの合併後1998年の市場シェアはメジャー5社で市場の77.4%を占めていた。
- ユニバーサルミュージックグループ - 21.1%
- ソニー・ミュージックエンタテインメント - 17.4%
- EMI - 14.1%
- ワーナー・ミュージック・グループ - 13.4%
- BMG - 11.4%
- インディーズ系- 22.6%

2004年にソニーとBMGの合弁でメジャー4社となり、同時期の世界市場は推定300億-400億ドルだった 。同年の年間販売枚数(CD、MV、MP3)は30億枚だった。2005年8月に発表されたIFPIの報告書によると、メジャー4社が小売音楽販売の71.7%を占めた（右上の円グラフ参照） the big four accounted for 71.7% of retail music sales:。
ニールセン・サウンドスキャン(2011)による米国の音楽市場シェア
ニールセンは2011年の報告書で、メジャー4社が市場の約88%を支配していると指摘した（右下の円グラフ参照）。
2011年12月にソニー・ミュージックエンタテインメントとユニバーサルミュージックグループがEMIを吸収合併したことで、メジャー3社が形成された。ヨーロッパの規制当局はユニバーサルミュージックにEMI資産を移転させ、これがパーロフォンレーベルグループになるも、ワーナーミュージックグループによって買収された。 ニールセンは2012年に報告書を発表し、メジャー3社が市場の88.5%を支配していると指摘した。
2018年9月現在の市場シェアは以下の通り
- ワーナー・ミュージック- 25.1%
- ユニバーサル・ミュージック- 24.3%
- ソニー- 22.1%
- その他- 28.5%

この業界最大の企業グループは100以上のレコードレーベルや子会社を所有しており、それぞれが特定のニッチ市場に特化している。業界で非常に人気のあるアーティストだけがメジャーレーベルと直接契約を結んでいる。これらの企業が米国市場シェアの半分以上を占めている。ただし、新しいIT環境によって小規模レコード会社が効率的に競争できるようになり、メジャーの市場シェアは近年やや低下している。

### 音楽売上と市場価値
アルバムの総売り上げは21世紀初頭の数十年で減少し、2018年には米家電量販店大手ベスト・バイがCD販売を修了したため、これを「CD時代の終焉」と評する者もいた。
2014年に関して言えば、米国でプラチナ認定されたアルバムは『アナと雪の女王』サウンドトラックとテイラー・スウィフトの『1989』だけだが、2013年には何人かのアーティストが受賞していた 。一方、IFPIによると世界の電子媒体での売り上げは同年に+6.9%増加した。以下の表は2014年世界市場のアルバム売上と市場価値を示している。電子媒体は中国（87%）・スウェーデン（73%）・アメリカ合衆国（71%）などで比率が高く、物理媒体は日本（78%）・ドイツ（70%）・オーストリア（65%）での比率が高い。
| 順位 | 各国市場       | 小売額 米ドル (百万) | 変動%  | 物理媒体 | 電子媒体 | 演奏権 | シンクロ権 |
| ---- | -------------- | -------------------- | ------ | -------- | -------- | ------ | ---------- |
| 1    | アメリカ合衆国 | 4,898.3              | 2.1%   | 26%      | 71%      | 0%     | 4%         |
| 2    | 日本           | 2,627.9              | -5.5%  | 78%      | 17%      | 3%     | 1%         |
| 3    | ドイツ         | 1,404.8              | 1.9%   | 70%      | 22%      | 7%     | 1%         |
| 4    | イギリス       | 1,334.6              | -2.8%  | 41%      | 45%      | 12%    | 2%         |
| 5    | フランス       | 842.8                | -3.4%  | 57%      | 27%      | 13%    | 3%         |
| 6    | オーストラリア | 376.1                | -6.8%  | 32%      | 56%      | 9%     | 2%         |
| 7    | カナダ         | 342.5                | -11.3% | 38%      | 53%      | 6%     | 2%         |
| 8    | 大韓民国       | 265.8                | 19.2%  | 38%      | 58%      | 3%     | 1%         |
| 9    | ブラジル       | 246.5                | 2.0%   | 41%      | 37%      | 21%    | 1%         |
| 10   | イタリア       | 235.2                | 4.1%   | 51%      | 33%      | 13%    | 3%         |
| 11   | オランダ       | 204.8                | 2.1%   | 45%      | 38%      | 16%    | 1%         |
| 12   | スウェーデン   | 189.4                | 1.3%   | 15%      | 73%      | 10%    | 2%         |
| 13   | スペイン       | 181.1                | 15.2%  | 47%      | 35%      | 17%    | 1%         |
| 14   | メキシコ       | 130.3                | -1.4%  | 41%      | 53%      | 4%     | 2%         |
| 15   | ノルウェー     | 119.9                | 0.1%   | 14%      | 72%      | 12%    | 2%         |
| 16   | オーストリア   | 114.9                | -2.7%  | 65%      | 22%      | 13%    | 1%         |
| 17   | ベルギー       | 111.2                | -5.8%  | 49%      | 28%      | 22%    | 0%         |
| 18   | スイス         | 108.2                | -8.1%  | 52%      | 38%      | 9%     | 0%         |
| 19   | 中国           | 105.2                | 5.6%   | 12%      | 87%      | 0%     | 1%         |
| 20   | インド         | 100.2                | -10.1% | 31%      | 58%      | 8%     | 3%         |

### 総収益の年次推移
IFPIによる世界の取引収益額推移
| 年   | 収益 （百万ドル） | 変動   | 補足                     |
| ---- | ----------------- | ------ | ------------------------ |
| 2005 | 20.7              | -3%    | [ 67 ] [ 68 ]            |
| 2006 | 19.6              | -5%    | [ 67 ]                   |
| 2007 | 18.8              | -4%    | [ 69 ]                   |
| 2008 | 18.4              | -2%    | [ 70 ]                   |
| 2009 | 17.4              | -5%    | [ 71 ]                   |
| 2010 | 16.8              | -3.4%  | [ 17 ]                   |
| 2011 | 16.2              | -4%    | （シンクロ権収益を含む） |
| 2012 | 16.5              | +2%    | [ 72 ]                   |
| 2013 | 15                | -9%    | [ 73 ]                   |
| 2014 | 14.97             | -0.2%  | [ 74 ]                   |
| 2015 | 15                | +3.2%  | [ 75 ] [ 76 ]            |
| 2016 | 15.7              | +5%    | [ 77 ]                   |
| 2017 | 17.4              | +10.8% | [ 77 ]                   |
| 2018 | 19.1              | +9.7%  | [ 77 ]                   |
| 2019 | 20.2              | +8.2%  | [ 78 ]                   |
| 2020 | 21.6              | +7.4%  | [ 79 ]                   |
| 2021 | 25.9              | +18.5% | [ 80 ]                   |